# Lalaine Vergara-Paras
Lalaine Vergara-Paras, mieux connue sous le nom de Lalaine, est née le 3 juin 1987 à Burbank, en Californie, est une actrice et chanteuse américaine.
Elle est connue pour son rôle de Miranda Sanchez dans la série télévisée Disney Channel, Lizzie McGuire.
En 2009, elle commence une carrière musicale, dans le genre pop rock.

## Biographie
Lalaine Vergara-Paras, est née le 3 juin 1987 à Burbank, en Californie, aux (États-Unis), de deux parents d'origine philippins et espagnoles. Elle a passé toute son enfance et a été éduquée à Los Angeles. Elle est la plus jeune d'une famille comptant quatre enfants. Ses frères et sœurs se nomment Marian, Francisco et Christina. Lors d'une interview, Lalaine Vergara-Paras a déclaré « qu'elle était plus que fière d'être d'origine espagnole » et qu'elle était fière d'avoir des descendances ethniques. Elle fait souvent du bénévolat et vient en aide aux personnes démunies. Depuis 2007, elle verse de l'argent pour l'association AIDS et *NSYNC.

## Carrière d'actrice
Lalaine Vergara-Paras a joué dans le film Royal Kills et a été nommée aux Emmy Awards avec Eric Roberts et Pat Morita.
Elle est plus connue pour son rôle dans Lizzie McGuire avec son amie Hilary Duff, comme étant la meilleure amie de Lizzie McGuire : Miranda Sanchez.
Elle a joué à Broadway, le rôle de Cosette dans la comédie musicale « Les Misérables » d'après Victor Hugo. 
En juillet 2007, Lalaine a été arrêté et accusé de possession de méthamphétamine Lalaine a plaidé coupable à l’accusation de possession criminelle. Un mandat d’arrêt de 50 000 $ a été émis contre Lalaine après avoir omis de se présenter à une audience obligatoire du tribunal concernant son cas. Le mandat d’arrêt a ensuite été rappelé par le juge.

## Filmographie

### Films
- 1999 : Annie : Kate (téléfilm)
- 2003 : Face ou pile! : Abby Ramirez
- 2007 : Her Best Move : Tutti
- 2009 : Royal Kill : Jan
- 2010 : Easy A : caméo

### Séries
- 2001 - 2004 : Lizzie McGuire : Miranda Sanchez (59 épisodes, 2 saisons)
- 2003 : Buffy contre les vampires : Chloé (Saison 7)

## Carrière musicale
En 2003, Lalaine Vergara-Paras a signé un contrat avec une maison de disques et a sorti son premier qui connait un succès. Dans cet album, elle a écrit six chansons, dont Life Is Good, Can't Stop et Save Myself.
Elle a travaillé avec Radio Disney et est partie en concert en Californie et Hawaï.
En 2004, elle a fait un remake pour Cruella De Villa intitulé I'm Not Your Girl. Cette chanson est disponible sur Disneymania 3.
En avril 2010, elle a rejoint le groupe Vanity Theft.

## Récompenses et distinctions
| Année | Prix               | Catégorie                                              | Rôle                                | Résultat   |
| ----- | ------------------ | ------------------------------------------------------ | ----------------------------------- | ---------- |
| 2000  | Young Artist Award | Meilleure Performance dans une série télévisée         | Kate dans Annie                     | Nomination |
| 2002  | Young Artist Award | Meilleure Ensemble dans une série télévisée            | Miranda Sanchez dans Lizzie McGuire | Nomination |
| 2002  | Young Artist Award | Meilleure Performance dans une série télévisée         | Miranda Sanchez dans Lizzie McGuire | Nomination |
| 2003  | Teen Choice Award  | Meilleure actrice supporteuse dans une série télévisée | Miranda Sanchez dans Lizzie McGuire | Nomination |
| 2003  | Young Artist Award | Meilleure Ensemble dans une série télévisée            | Miranda Sanchez dans Lizzie McGuire | Nomination |